# Liga de Voleibol Superior Masculino 1970
La Liga de Voleibol Superior Masculino 1970 si è svolta dal 15 novembre 1969 al 2 gennaio 1970: al torneo hanno partecipato 8 franchigie portoricane e la vittoria finale è andata per la quinta volta, la seconda consecutiva, ai Changos de Naranjito.

## Regolamento
La competizione vede le nove franchigie partecipanti affrontarsi senza un calendario rigido fino ad arrivare a sedici incontri ciascuna:
- Le prime quattro classificate accedono ai play-off scudetto, dove vengono accoppiate col metodo della serpentina, strutturati in semifinali, al meglio delle cinque gare, e finale, al meglio delle sette gare.

## Squadre partecipanti
| - Brujos de Guayama - Cafeteros de Yauco - Cardenales de Río Piedras - Changos de Naranjito | - Criollos de Caguas - Guayacanes de Guayanilla - Indios de Yauco - Leones de Ponce |

## Campionato

### Regular season

#### Classifica
| Pos. | Squadra                   | G  | V  | P  | SV | SP | Ratio | PF | PS | Ratio |
| ---- | ------------------------- | -- | -- | -- | -- | -- | ----- | -- | -- | ----- |
| 1.   | Cafeteros de Yauco        | 14 | 13 | 1  |    |    |       |    |    |       |
| 2.   | Changos de Naranjito      | 14 | 10 | 4  |    |    |       |    |    |       |
| 3.   | Cardenales de Río Piedras | 14 | 8  | 6  |    |    |       |    |    |       |
| 4.   | Leones de Ponce           | 14 | 8  | 6  |    |    |       |    |    |       |
| 5.   | Criollos de Caguas        | 14 | 7  | 7  |    |    |       |    |    |       |
| 6.   | Guayacanes de Guayanilla  | 13 | 5  | 8  |    |    |       |    |    |       |
| 7.   | Indios de Yauco           | 13 | 4  | 9  |    |    |       |    |    |       |
| 8.   | Brujos de Guayama         | 14 | 0  | 14 |    |    |       |    |    |       |

      Ai play-off scudetto.

### Play-off
|  | Semifinali | Semifinali                | Semifinali |  |  | Finale | Finale               | Finale |  |
|  |            |                           |            |  |  |        |                      |        |  |
|  | 1          | Cafeteros de Yauco        | 3          |  |  |        |                      |        |  |
|  | 4          | Leones de Ponce           | 1          |  |  | 1      | Cafeteros de Yauco   | 2      |  |
|  | 2          | Changos de Naranjito      | 3          |  |  | 2      | Changos de Naranjito | 4      |  |
|  | 3          | Cardenales de Río Piedras | 1          |  |  |        |                      |        |  |